# シルバープレート
シルバープレート（Silverplate）とは、第二次世界大戦末期に原子爆弾投下任務を遂行するために改修を受けた特殊仕様のB-29を指す呼称、及びその計画のコードネームである。
銀メッキを意味するSilver Plateが語源だが、Silverplateとスペースが入らない表記が用いられた。ただし、計画の初期段階にはSilver Plated Projectとわかち書きで記されていた時期もある。

## 概要
この計画に使用されたB-29はプロトタイプを含め第二次世界大戦後までで総数65機、大半が通常型B-29を改修したものであった。プロトタイプの初号機完成は1943年11月末、初飛行は1944年1月である。

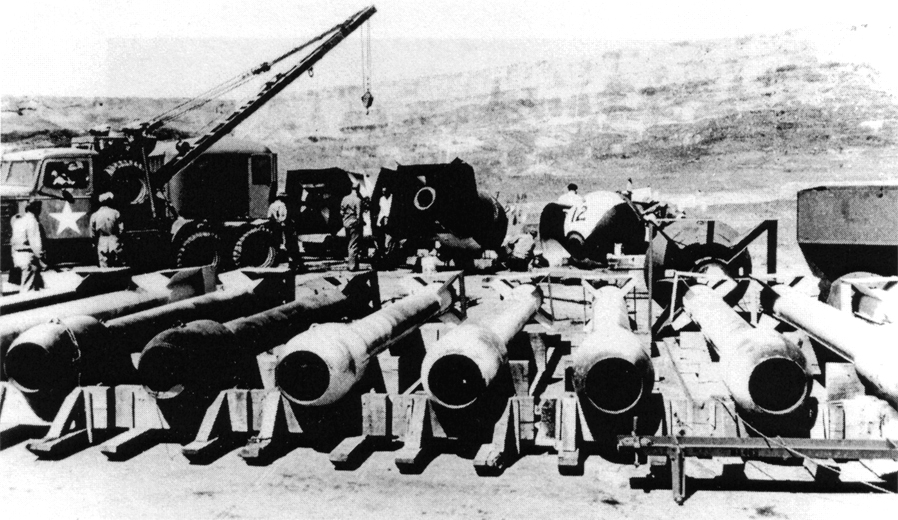
最前列に投下実験用の「シンマン」の列。後方に、12の番号を付した投下実験用の「ファットマン」などの列がある。

プロトタイプは、当初計画された「シンマン」と呼ばれるプルトニウムガンバレル型原子爆弾（同時進行的に、プルトニウム爆縮方式の長崎型原爆「ファットマン」も計画されていた）の形状に合わせて改修された構造のB-29を指す。このシンマン原爆は全長が5m以上の非常に細長い形状をしていたため、前後2箇所の爆弾倉扉を1つにつなげたシンマン原爆専用ともいえる構造をしていた。
しかし、原爆開発科学者はプルトニウムはガンバレル型原爆には適さない（当時の技術ではガンバレル方式で原爆としての核分裂反応を起こせる純度のプルトニウム239の生成が困難だったため）と結論づけ、プルトニウムの代わりにウラン235を用いるガンバレル型原爆（のちに広島市へ投下された「リトルボーイ」）に設計変更された。ウラン型原爆は爆弾長をシンマンよりもかなり短縮できるとの報告を受け、プロトタイプのシルバープレートは再び前後独立した2箇所の爆弾倉扉に戻され、更に下記に示すような構造に改修されることとなった。

## 改装箇所

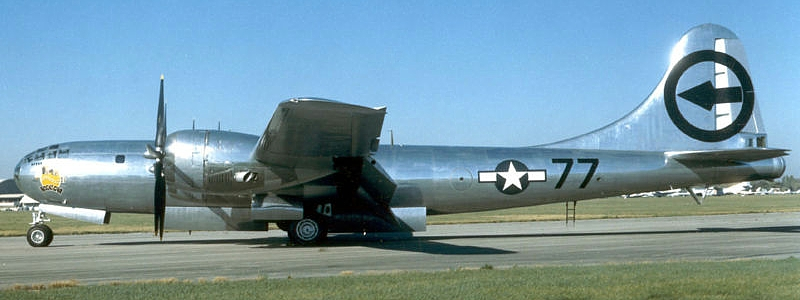
ボックスカー。垂直尾翼に描かれた円形の中に黒矢印は所属第509混成部隊を表すテールコード。初期表示

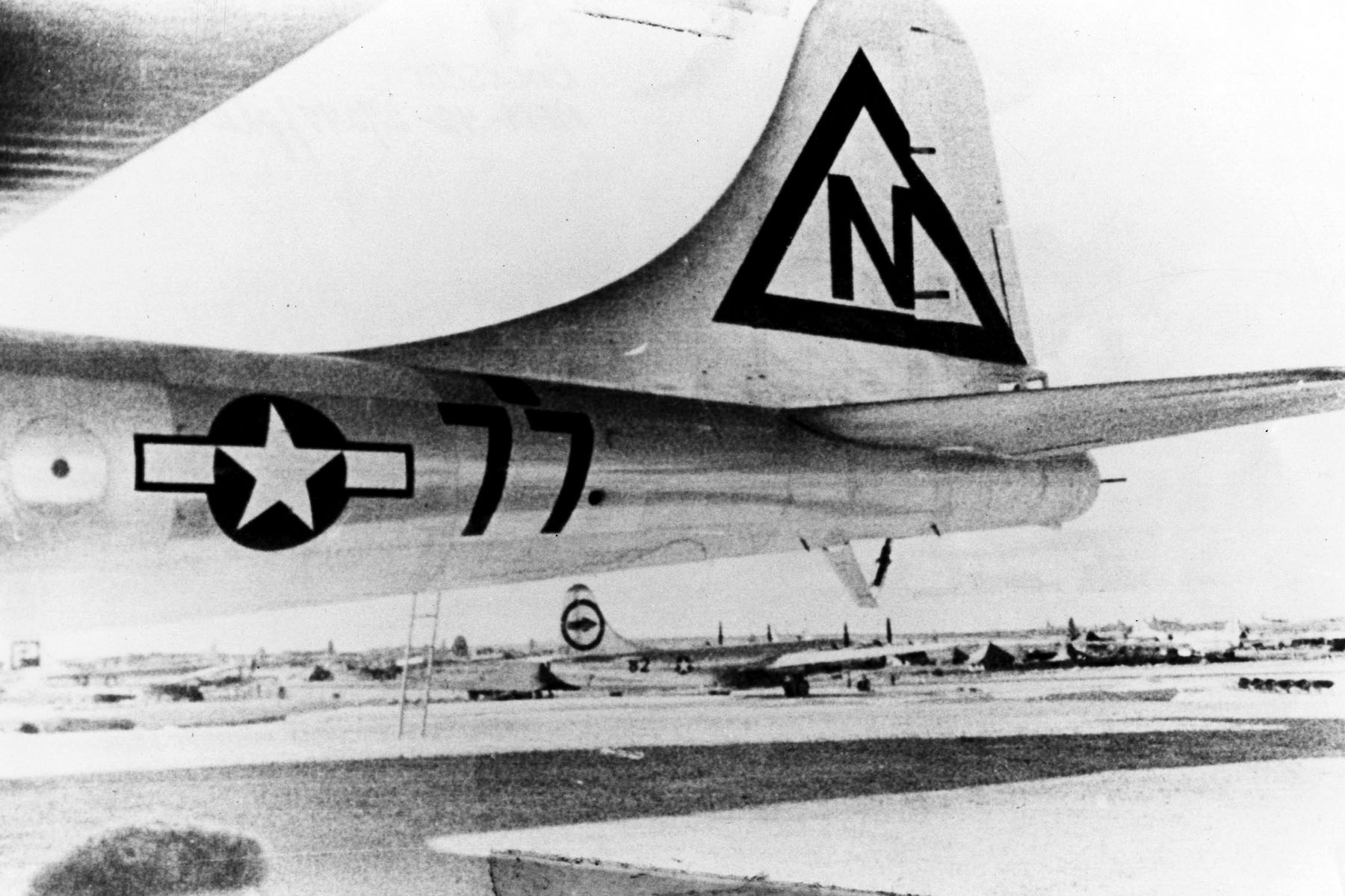
ボックスカーの垂直尾翼に描かれた三角形の中にNの表示テールコード。原爆投下作戦秘匿のためテニアン島西飛行場を基地としていた第58爆撃団第444爆撃群のマークを表示した。

広島、長崎市への原爆投下任務に用いた機体は総数15機で、主な改修点として、
1. 尾部銃座以外の武装撤去
2. 装甲の撤去
3. エンジン及びプロペラを改良型に換装
4. 爆弾懸吊装置の改造（全く形状の異なるリトルボーイ・ファットマンどちらにも臨機対応可能）
5. 爆弾倉扉の改造（油圧開閉方式→空気圧開閉方式）

等を施された。
また、原爆に関する全ての事項を徹底的に秘匿した（アメリカ国内でも、限られたごく一部の政治家・軍司令官クラスしか原爆計画は知らされていなかった）ため、この機体を配備した原爆投下任務部隊（第509混成部隊）の固有マーキング（円の中に前向きの矢印)も、部隊がテニアン基地に展開しパンプキン爆弾を用いた原爆投下訓練を開始する頃(1945年7月中旬）には既存の通常爆撃部隊のマーキングを流用した。こういった経緯もあって外観上通常型B-29との識別は困難である。なお、マーキングは戦後本国へ帰還したのち元に戻された。

## 作戦機リスト
| 陸軍航空軍 シリアルナンバー | ビクター ナンバー | 機体愛称                   | 航空機司令                 | 陸軍航空隊 配属日 | テニアン飛行場 到着日 | 尾翼マーキング （テイルコード） |
| --------------------------- | ----------------- | -------------------------- | -------------------------- | ----------------- | --------------------- | ------------------------------- |
| 44-27296                    | 84                | サム・パンプキンス         | ジェームス・プライス       | 1945年3月19日     | 1945年6月14日         | 大型 A                          |
| 44-27297                    | 77                | ボックスカー               | フレデリック・ボック       | 1945年3月19日     | 1945年6月17日         | 三角形 N                        |
| 44-27298                    | 83                | フルハウス                 | ラルフ・テイラー           | 1945年3月20日     | 1945年6月17日         | 四角形 P                        |
| 44-27299                    | 86                | ネクスト・オブジェクティブ | ラルフ・デボー             | 1945年3月20日     | 1945年6月17日         | 三角形 N                        |
| 44-27300                    | 73                | ストレンジ・カーゴ         | ジョセフ・ウエストオーバー | 1945年4月2日      | 1945年6月11日         | 大型 A                          |
| 44-27301                    | 85                | ストレートフラッシュ       | クロード・イーザリー       | 1945年4月2日      | 1945年6月14日         | 三角形 N                        |
| 44-27302                    | 72                | トップ・シークレット       | チャールズ・マックナイト   | 1945年4月2日      | 1945年6月11日         | 大型 A                          |
| 44-27303                    | 71                | ジャビット3世              | ジョン・ウィルソン         | 1945年4月3日      | 1945年6月11日         | 大型 A                          |
| 44-27304                    | 88                | アップ・アン・アトム       | ジョージ･マーコート        | 1945年4月3日      | 1945年6月17日         | 三角形 N                        |
| 44-27353                    | 89                | グレート・アーティスト     | チャールズ・オルバリー     | 1945年4月20日     | 1945年6月28日         | 丸型 R                          |
| 44-27354                    | 90                | ビッグ・スティンク         | トーマス・クラッセン       | 1945年4月20日     | 1945年6月25日         | 丸型 R                          |
| 44-27291                    | 91                | ネセサリー・エヴィル       | ノーマン・レイ             | 1945年5月18日     | 1945年7月2日          | 丸型 R                          |
| 44-86292                    | 82                | エノラ・ゲイ               | ロバート・ルイス           | 1945年5月18日     | 1945年7月6日          | 丸型 R                          |
| 44-86346                    | 94                | ルーク・ザ・スポーク       | ハーマン・ザン             | 1945年6月15日     | 1945年8月2日          | 四角形 P                        |
| 44-86347                    | 95                | ラッギン・ドラゴン         | エドワード・コステロ       | 1945年6月15日     | 1945年8月2日          | 四角形 P                        |

- 1945年8月8日の時点で機体名が冠せられていたのはエノラ・ゲイ（8月5日に命名、このことについて、本来の44-86292号機機長であったロバート・A・ルイス大尉は不快感を示したという）のみであった。他の14機は8月9日以降に命名され、ノーズアートは戦後本国に帰還した後に描かれた。

- 機体番号44-86346　ビクターナンバー94号機は名称なし。戦後ルーク・ザ・スポークと命名された。

### 広島原爆投下任務
広島市への原子爆弾投下任務に参加した機体は下記の通りである。
- エノラ・ゲイ（原爆投下機）
- グレート・アーティスト（3個のラジオゾンデ投下による爆発威力の測定機）
- ネセサリー・エヴィル（写真撮影機）
- ストレートフラッシュ（広島の天候観測機）
- ジャビット3世（小倉の天候観測機）
- フルハウス（長崎の天候観測機）
- ビッグ・スティンク （硫黄島でエノラ・ゲイのバックアップとして待機）　※通常、B-29爆撃機「トップ・シークレット」を操縦しているクルー B-8　機長マックナイト[18]が、このときB-29爆撃機「ビッグ・スティンク」を操縦した[19]。

### 長崎原爆投下任務
長崎市への原子爆弾投下任務には下記の6機が使用された。
- ボックスカー（原爆投下機）
- グレート・アーティスト（3個のラジオゾンデ投下による爆発威力の測定機）
- ビッグ・スティンク（写真撮影機）
- エノラ・ゲイ（小倉の天候観測機）
- ラッギン・ドラゴン（長崎の天候観測機）
- フルハウス（硫黄島でボックスカーのバックアップとして待機）

## クロスロード作戦
戦後の1946年7月1日、クロスロード作戦において、史上4番目に爆発した原爆となったABLE（エイブル）の投下にデーブス・ドリーム（ビッグ・スティンク）が使用された。